# Saint-Fort
Saint-Fort è un comune francese di 1 635 abitanti situato nel dipartimento della Mayenne nella regione dei Paesi della Loira.

## Società

### Evoluzione demografica
Abitanti censiti